# Шмидлова, Анна Каролина
Анна Каролина Шмидлова (нем. Anna Karolína Schmiedlová; род. 13 сентября 1994, Кошице, Словакия) — словацкая теннисистка; победительница трёх турниров WTA в одиночном разряде; финалистка Кубка Билли Джин Кинг (2024) в составе сборной Словакии; финалистка одного юниорского турнира Большого шлема в одиночном разряде (Открытый чемпионат Франции-2012).

## Общая информация
Анна Каролина — одна из трёх детей Юрая и Мартины Шмидловых; её брата зовут Юрай, а сестру — Кристина (также пробует себя в теннисе).
Шмидлова в теннисе с семи лет; любимое покрытие — хард; лучший удар — форхенд через весь корт. Некоторое занималась этим видом спорта как хобби, но выиграв в 12 лет национальное первенство в этом возрасте стала заниматься теннисом более регулярно.

## Спортивная карьера

### Начало карьеры

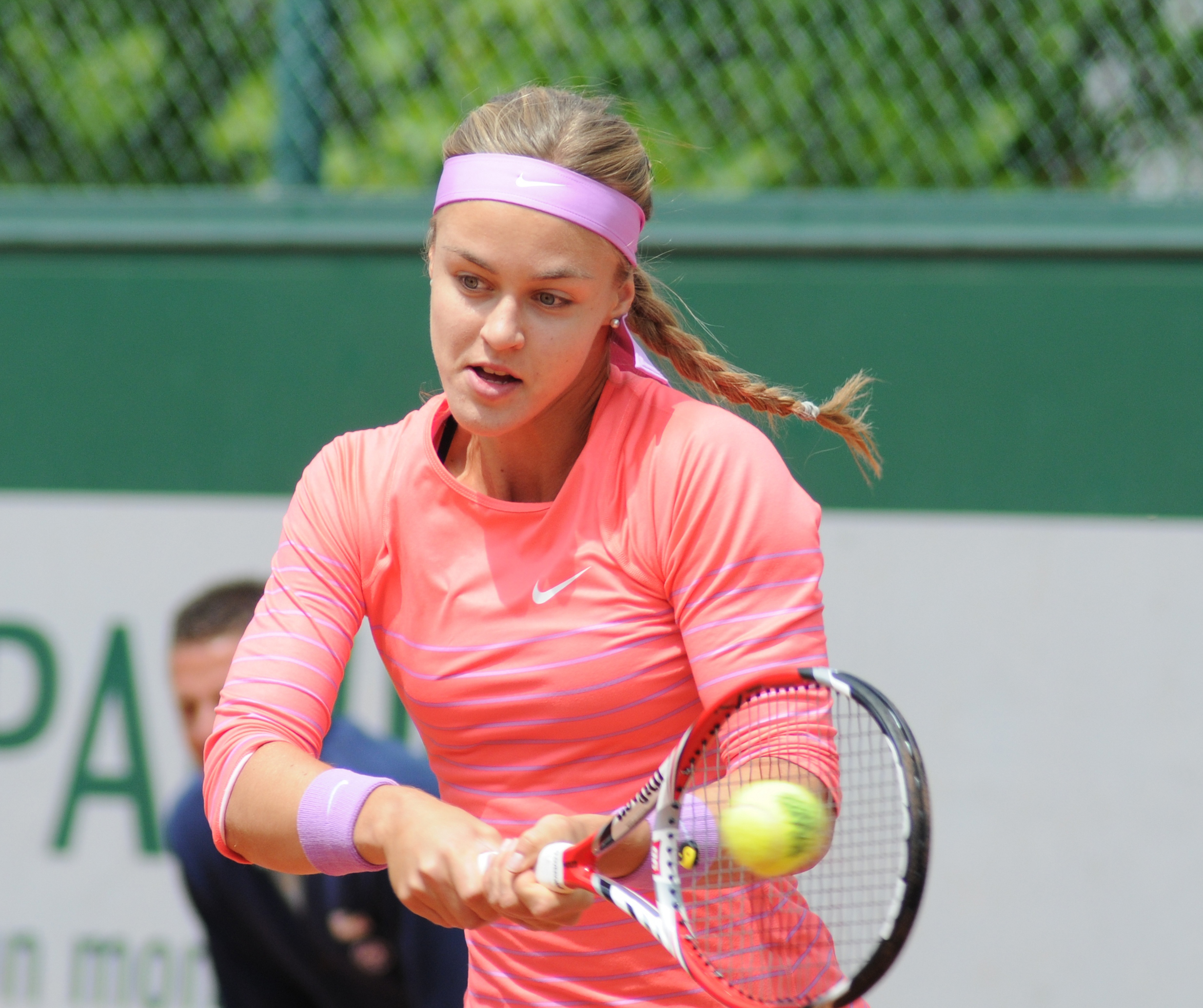
Шмидлова в 2015 году

Главным достижением на юниорском этапе карьере для Шмидловой стал выход в финал на Открытом чемпионате Франции в одиночном разряде среди девушек. В решающем матче она уступила немке Аннике Бек. Первый титул на турнирах ITF завоевала еще в 2011 году. В 2012 словацкая теннисистка выиграла еще три 10-тысячника и два 25-тысячника. В апреле она дебютировала за Сборную Словакии в розыгрыше Кубка Федерации.
В мае 2013 года Анна Каролина выиграла 25-тысячник, а затем через квалификационный отбор попала в основную сетку турнира серии Большого шлема Открытого чемпионата Франции. В первом раунде ей удалось обыграть Янину Викмайер и выйти на дебютном Большом шлеме во второй раунд. Также ей удалось выступить и на Уимблдонском турнире, где в первом раунде уступает 13-й ракетке мира Саманте Стосур. В июле Шмидлова впервые попадает в топ-100. На дебютном Открытом чемпионате США она дошла до второго раунда.
На Открытом чемпионате Австралии 2014 года Шмидлова выходит во второй раунд. В марте она выиграла грунтовый 50-тысячник ITF в США, а в мае 75-тысячник в Чехии. На Открытом чемпионате Франции ей удается обыграть в матче второго раунда 29-ю сеяную Винус Уильямс 2-6, 6-3, 6-4 и впервые выйти в третий раунд Большого шлема. На Уимблдоне и Открытом чемпионате США она проиграла в первом раунде. Сезон Шмидлова завершила на 73-м месте в рейтинге.
На Открытом чемпионате Австралии 2015 она как и год назад выходит во второй раунд. В феврале Анне Каролине впервые в карьере удается выйти в финал турнира WTA-тура. Происходит это в Рио-де-Жанейро, где в финале она проиграла главной фаворитке того турнира Саре Эррани 6-7(2) 1-6. Впервые победить Шмидловой удается в апреле, когда она завоевала чемпионский титул на турнире в Катовице. В финале она выиграла у Камилы Джорджи 6-4, 6-3. На следующем для себя турнире в Марракеше словачка вышла в полуфинал. На Открытом чемпионате Франции и Уимблдонском турнире она выбывает уже в первом раунде.
В июле 2015 года Шмидлова завоевывает свой второй титул, обыграв в финале турнира в Бухаресте 20-ю в мире на тот момент Сару Эррани 7-6(3) 6-3. Затем на турнире в Бадгастайне она выходит в полуфинал. На турнире в Цинциннати, куда Шмидлова пробилась через квалификацию, удается выйти в четвертьфинал. В первом раунде того турнира она переиграла 15-ю в мире Агнешку Радваньскую 4-6, 6-3, 6-1. На Открытом чемпионате США Шмидлова выиграл у Юлии Гёргес и Данки Ковинич и вышла в третий раунд, где в свою очередь проиграла 4-й в мире Петре Квитовой. В сентябре на турнире в Сеуле она пробилась в полуфинал. На турнире в Ухане Шмидлова во втором раунде сумела выиграть 11-ю в мире Каролину Возняцки 1-6, 6-4, 7-6(6). Обыграв в третьем раунде француженку Кристину Младенович, Шмидлова выходит в четвертьфинал на Гарбинью Мугурусу, которой уступает в двух сетах. По итогам сезона она смогла стать 26-й в мировом рейтинге.

### 2016—2021

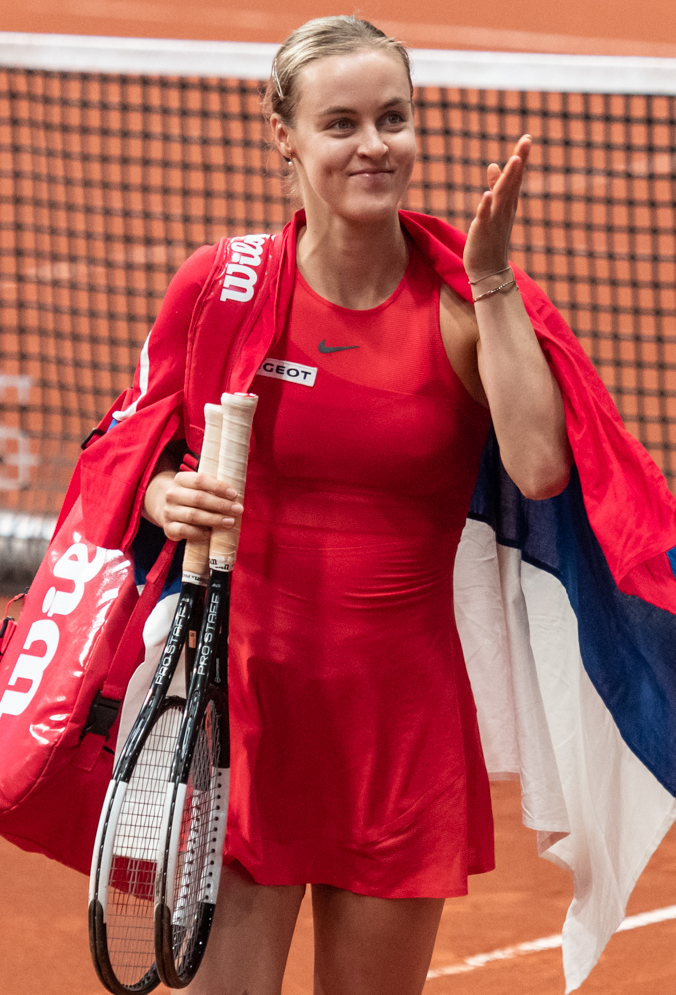
Шмидлова на Кубке Федерации 2020 года

В первом раунде Австралийского чемпионата 2016 года словачка проиграла россиянке Дарье Касаткиной. В целом сезон того года для Шмидловой оказался неудачным. Она не смогла на всех турнирах серии Большого шлема преодолеть первый раунд, а также вылетала на ранних стадия всех турниров. Шмидлова в рейтинге упала за пределы второй сотни. Летом она сыграла на Олимпийских играх, которые проводились в Рио-де-Жанейро и даже смогла в первом раунде переиграть № 8 в мире Роберту Винчи, однако в следующем раунде проиграла Екатерине Макаровой.
В 2017 году Шмидлова из-за низкого рейтинга не смогла сыграть ни на одном турнире Большого шлема в основной сетке. Возвращала былую форму она в основном на турнирах цикла ITF. В июне она выиграла два небольших 25-тысячника на грунте, а в октябре одержала победу на 80-тысячнике на харде в Мейконе. По итогам сезона она заняла место во второй сотне рейтинга.
В 2018 году Шмидлова смогла вернуться в топ-100. На Открытом чемпионате Австралии она преодолела квалификацию, но поход за титулом завершился в первом круге, как и в 2016 году в игре против Дарьи Касаткиной из России. В апреле она удачно сыграла на грунтовом турнире в Боготе, где смогла выиграть третий титул WTA в карьере. В решающем матче Шмидлова победила Лару Арруабаррену со счётом 6-2, 6-4. В сентябре она вышла в 1/4 финала на турнирах в Хиросиме и Ташкенте.
В январе 2019 года на турнире в Хобарте словацкая теннисистка сумела дойти до финального матча, где уступила американской спортсменке Софии Кенин — 3-6, 0-6. Шмидлова провела не полный сезон и завершила его в июле после Уимблдона.
На Открытом чемпионате Франции 2020 года, который прошёл осенью, Шмидлова доиграла во второй раз до третьего раунда.
На Открытый чемпионат Австралии 2021 года Шмидлова попала как Лаки-лузер и проиграла во втором раунде основной сетки. В марте на мексиканских турнирах в Гвадалахаре и Монтеррее она доиграла до четвертьфинала. В конце июля Шмидлова выиграла первый титул с 2018 года, завоевав его на турнире младшей серии WTA 125 в Белграде. Это позволило словацкой теннисистке вновь вернуться в первую сотню женского рейтинга. Затем она вышла в четвертьфинал турнира уже основного тура WTA в Клуж-Напоке.

### 2024
В середине мая 2024 года стала победительницей в одиночном разряде турнира младшей серии WTA 125 в Парме (Италия), где она в финале победила египетскую теннисистке Маяр Шериф со счётом 7-5, 2-6, 6-4.
На Олимпийских играх 2024 года в Париже была близка к медали в одиночном разряде, но проиграла в полуфинале Донне Векич, а в матче за третье место Иге Свёнтек.

## Итоговое место в рейтинге WTA по годам
| Год  | Одиночный рейтинг | Парный рейтинг |
| ---- | ----------------- | -------------- |
| 2023 | 71                | 1357           |
| 2022 | 100               | 1250           |
| 2021 | 84                | 619            |
| 2020 | 139               | 504            |
| 2019 | 138               | —              |
| 2018 | 77                | —              |
| 2017 | 133               | 670            |
| 2016 | 227               | 696            |
| 2015 | 26                | 338            |
| 2014 | 73                | 327            |
| 2013 | 74                | 318            |
| 2012 | 212               | 432            |
| 2011 | 634               | 1118           |

## Выступления на турнирах

### Финалы турнировWTAв одиночном разряде (5)

#### Победы (3)
| Легенда:                    |
| --------------------------- |
| Турниры Большого шлема (0)* |
| Олимпиада (0)               |
| Итоговый турнир WTA (0)     |
| Premier Mandatory (0)       |
| Premier 5 (0)               |
| Premier (0)                 |
| International (3)           |

| Титулы по покрытиям | Титулы по месту проведения матчей турнира |
| ------------------- | ----------------------------------------- |
| Хард (1)*           | Зал (1)                                   |
| Грунт (2)           | Зал (1)                                   |
| Трава (0)           | Открытый воздух (2)                       |
| Ковёр (0)           | Открытый воздух (2)                       |

* количество побед в одиночном разряде.
| №  | Дата           | Турнир            | Покрытие   | Соперница в финале | Счёт       |
| 1. | 12 апреля 2015 | Катовице, Польша  | Хард (зал) | Камила Джорджи     | 6-4 6-3    |
| 2. | 19 июля 2015   | Бухарест, Румыния | Грунт      | Сара Эррани        | 7-6(3) 6-3 |
| 3. | 15 апреля 2018 | Богота, Колумбия  | Грунт      | Лара Арруабаррена  | 6-2 6-4    |

#### Поражения (2)
| №  | Дата            | Турнир                   | Покрытие | Соперница в финале | Счёт       |
| 1. | 22 февраля 2015 | Рио-де-Жанейро, Бразилия | Грунт    | Сара Эррани        | 6-7(2) 1-6 |
| 2. | 12 января 2019  | Хобарт, Австралия        | Хард     | София Кенин        | 3-6 0-6    |

### Финалы турнировWTA 125иITFв одиночном разряде (21)

#### Победы (14)
| Легенда:                  |
| ------------------------- |
| WTA 125 (2)*              |
| 100.000 USD (0)           |
| 80.000 (75.000)** USD (2) |
| 60.000 (50.000)** USD (1) |
| 25.000 USD (5)            |
| 15.000 (10.000)** USD (4) |

** призовой фонд до 2017 года
| Титулы по покрытиям | Титулы по месту проведения матчей турнира |
| ------------------- | ----------------------------------------- |
| Хард (4)*           | Зал (0)                                   |
| Грунт (10)          | Зал (0)                                   |
| Трава (0)           | Открытый воздух (14)                      |
| Ковёр (0)           | Открытый воздух (14)                      |

* количество побед в одиночном разряде.
| №   | Дата            | Турнир               | Покрытие | Соперница в финале         | Счёт        |
| 1.  | 15 октября 2011 | Ереван, Армения      | Грунт    | Татия Микадзе              | 6-4 6-3     |
| 2.  | 1 апреля 2012   | Анталья, Турция      | Хард     | Анна-Лена Фридзам          | 7-6(5) 6-4  |
| 3.  | 8 апреля 2012   | Анталья, Турция      | Хард     | Анна-Лена Фридзам          | 7-5 6-2     |
| 4.  | 13 мая 2012     | Бад-Заров, Германия  | Грунт    | Катерина Ванькова          | 6-1 6-3     |
| 5.  | 26 мая 2012     | Брешиа, Италия       | Грунт    | Беатрис Гарсия Видагани    | 6-3 6-2     |
| 6.  | 3 ноября 2012   | Нетанья, Израиль     | Хард     | Штефани Фогт               | 0-6 6-3 6-4 |
| 7.  | 5 мая 2013      | Чивитавеккья, Италия | Грунт    | Магда Линетт               | 6-0 6-1     |
| 8.  | 30 марта 2014   | Оспри, США           | Грунт    | Марина Эракович            | 6-2 6-3     |
| 9.  | 11 мая 2014     | Трнава, Словакия     | Грунт    | Барбора Заглавова-Стрыцова | 6-4 6-2     |
| 10. | 4 июня 2017     | Градо, Италия        | Грунт    | Мартина Тревизан           | 2-6 6-2 6-4 |
| 11. | 11 июня 2017    | Доксы, Чехия         | Грунт    | Вера Лапко                 | 6-4 7-5     |
| 12. | 29 октября 2017 | Мейкон, США          | Хард     | Виктория Дюваль            | 6-4 6-1     |
| 13. | 31 июля 2021    | Белград, Сербия      | Грунт    | Аранча Рус                 | 6-3 6-3     |
| 14. | 19 мая 2024     | Парма, Италия        | Грунт    | Маяр Шериф                 | 7-5 2-6 6-4 |

#### Поражения (7)
| №  | Дата             | Турнир               | Покрытие    | Соперница в финале | Счёт           |
| 1. | 22 июля 2012     | Дармштадт, Германия  | Грунт       | Лаура Зигемунд     | 6-7(7) 3-6     |
| 2. | 18 ноября 2012   | Хельсинки, Финляндия | Ковёр (зал) | Амра Садикович     | 4-6 0-6        |
| 3. | 14 июля 2013     | Биарритц, Франция    | Грунт       | Штефани Фогт       | 6-1 3-6 2-6    |
| 4. | 18 мая 2014      | Прага, Чехия         | Грунт       | Хезер Уотсон       | 6-7(5) 0-6     |
| 5. | 13 августа 2017  | Лендисвиль, США      | Хард        | Вера Лапко         | 6-4 4-6 6-7(4) |
| 6. | 16 октября 2022  | Трнава, Словакия     | Хард (зал)  | Ева Лис            | 2-6 6-4 2-6    |
| 7. | 24 сентября 2023 | Парма, Италия        | Грунт       | Ана Богдан         | 5-7 1-6        |

### Финалы турнировWTA 125иITFв парном разряде (4)

#### Поражения (4)
| №  | Дата          | Турнир           | Покрытие | Партнёрша              | Соперницы в финале                   | Счёт           |
| 1. | 25 июня 2011  | Измир, Турция    | Грунт    | Александрина Найденова | Татьяна Котельникова Евгения Пашкова | 4-6 0-6        |
| 2. | 1 апреля 2012 | Анталья, Турция  | Хард     | Шанталь Шкамлова       | Анамика Бхаргава Сильвия Крывач      | 6-4 4-6 [3-10] |
| 3. | 3 ноября 2012 | Нетания, Израиль | Хард     | Зузана Лукнарова       | Людмила Киченок Надежда Киченок      | 1-6 4-6        |
| 4. | 12 мая 2013   | Трнава, Словакия | Грунт    | Яна Чепелова           | Рената Ворачова Мервана Югич-Салкич  | 1-6 1-6        |

### Финалы командных турниров (1)

#### Поражение (1)
| №  | Год  | Турнир                | Место проведения | Покрытие   | Команда                                                                     | Соперницы в финале                                                     | Счёт |
| -- | ---- | --------------------- | ---------------- | ---------- | --------------------------------------------------------------------------- | ---------------------------------------------------------------------- | ---- |
| 1. | 2024 | Кубок Билли Джин Кинг | Малага, Испания  | Хард (зал) | Словакия В.Грунчакова, Т. Михаликова, А. Шмидлова, Р. Шрамкова, Р. Ямрихова | Италия Л. Бронцетти, Э. Коччаретто, Ж. Паолини, М. Тревизан, С. Эррани | 0-2  |